# Alisson Santana
Pour les articles homonymes, voir Santana.
Alisson Santana Lopes da Fonseca dit Alisson Santana, né le 21 septembre 2005 à Cachoeirinha au Brésil, est un footballeur brésilien qui évolue au poste d'ailier droit au Chakhtar Donetsk.

## Biographie

### En club
Né à Cachoeirinha au Brésil, Alisson Santana est formé par l'Atlético Mineiro, qu'il rejoint en 2021.  
Après s'être montré à son avantage avec l'équipe des moins de 17 ans du club, il signe son premier contrat professionnel avec l'Atlético Mineiro le 31 août 2022. 
Le 8 juillet 2023, Alisson Santana joue son premier match en professionnel lors d'une rencontre de championnat face au SC Corinthians. Il entre en jeu à la place d'Igor Gomes et son équipe s'incline par un but à zéro.
Le 15 février 2024, Alisson se fait remarquer en inscrivant son premier but en professionnel, à l'occasion d'un match de Campeonato Mineiro face au Tombense FC. Entré en jeu à la place d'Otávio, il marque le but égalisateur de son équipe (1-1 score final),.